# Akaiwang
Akaiwang je rijeka u Gvajani. Pritok je rijeke Wenamu i pripada porječju rijeke Essequibo.